# Otto Eduard Westphal

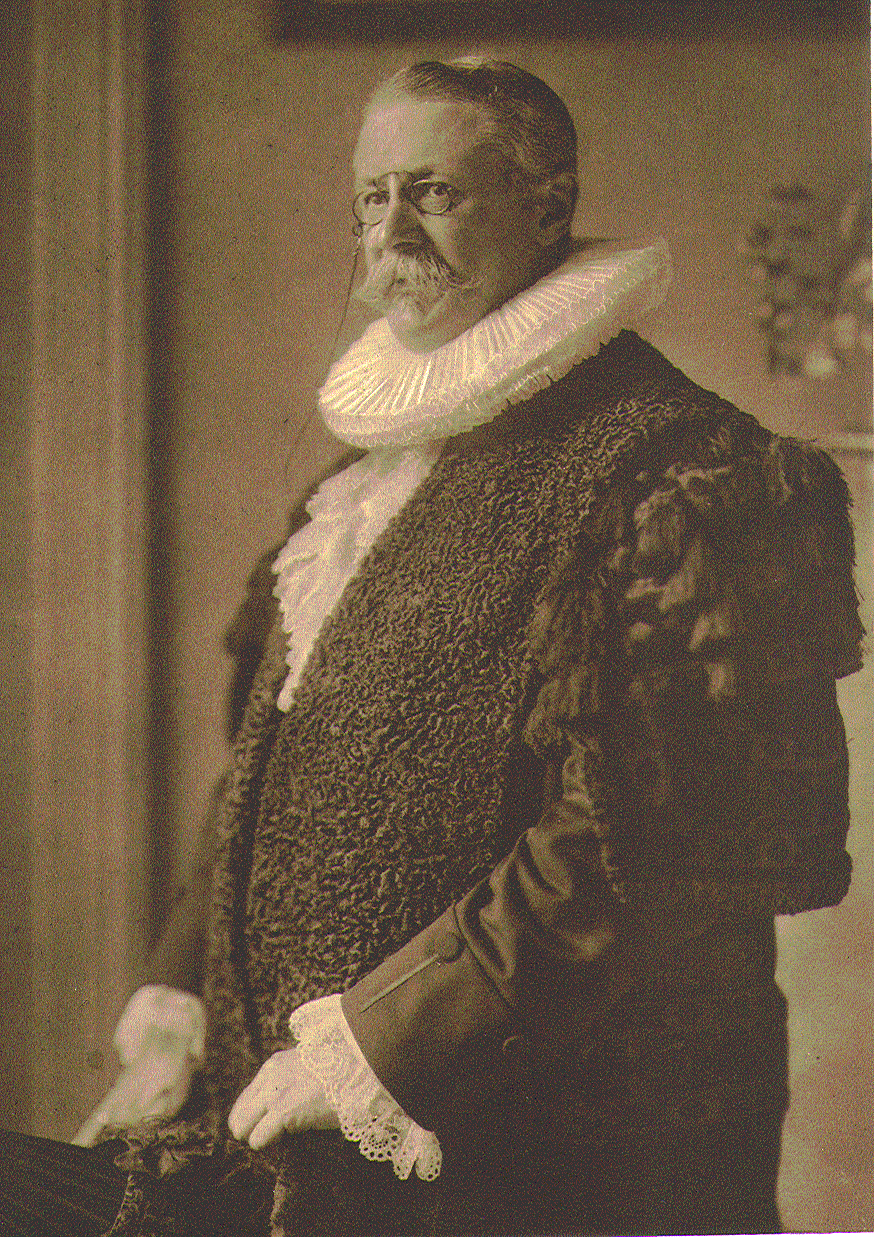
Otto Eduard Westphal 1905

Otto Eduard Westphal (* 12. Juli 1853 in Hamburg; † 6. Januar 1919 ebenda) war ein Kaufmann und Hamburger Senator.

## Leben
Westphal gehörte einer wohlhabenden Hamburger Kaufmannsfamilie an, die seit 1796 die Hamburger Teehandelsfirma G.W.A. Westphal Sohn & Co. betrieb. Sein Vater war Carl Wilhelm Ludwig Westphal, seine Schwester war die spätere Sozialreformerin Antonie Traun. Der Rechtsanwalt Eduard Wilhelm Westphal war sein Bruder.

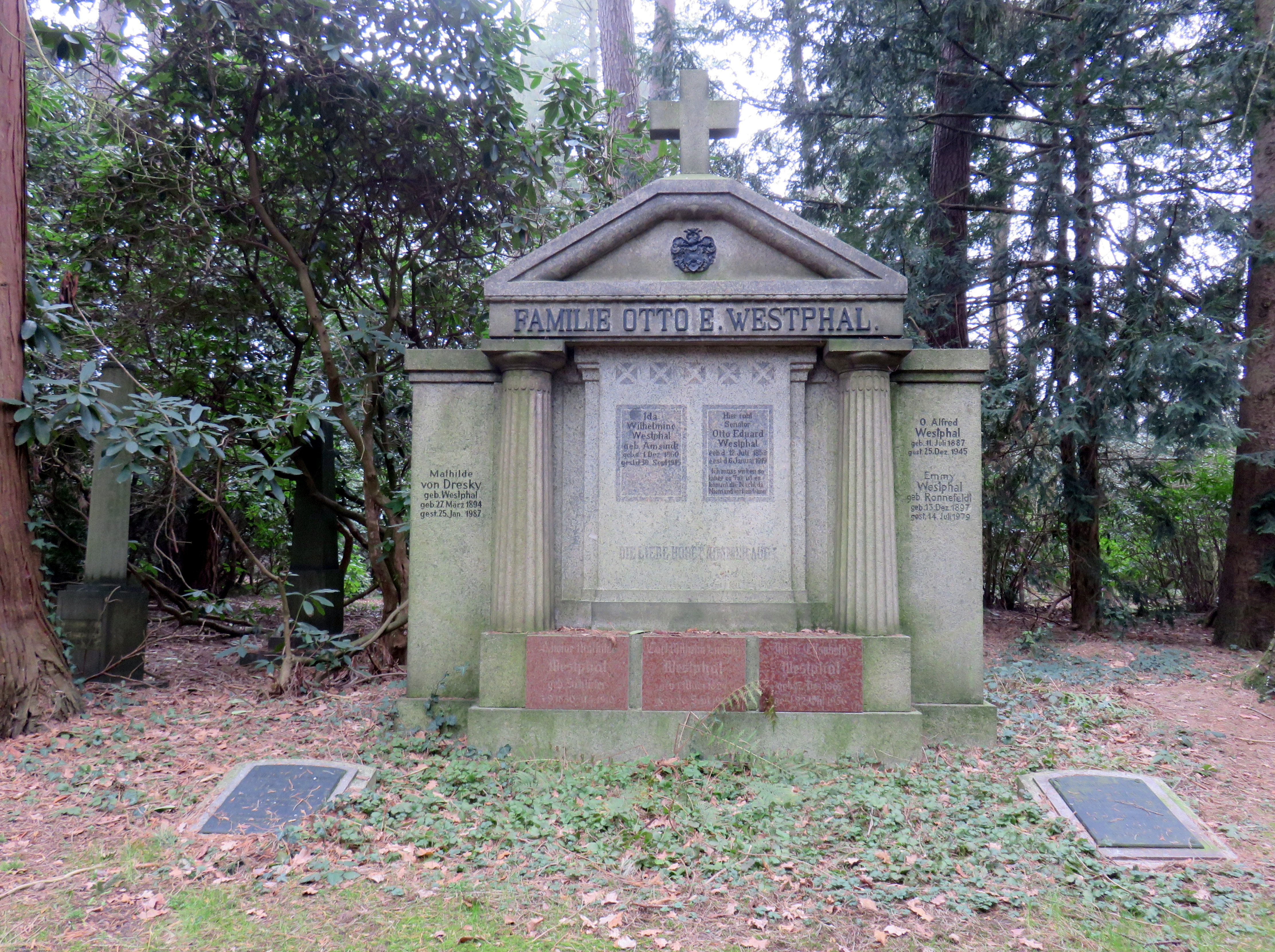
Inschrift (rechts) am Familien-Grabmonument auf dem Friedhof Ohlsdorf

Westphal wuchs in Hamburg auf, machte eine kaufmännische Lehre, wurde Prokurist in der familieneigenen Firma und wurde dort 1880 Teilhaber. Er war ehrenamtlich bei der Hamburger Sparcasse von 1827 tätig und zwar von 1879 bis 1890 als Verwalter, von 1884 bis 1885 war er Direktor eines Distriktbüros, darauf Revisor, bevor er in den Vorstand berufen wurde. Ab 1884 war er als Handelsrichter tätig und er gehörte von 1890 bis 1894 der Hamburger Handelskammer an.
1892 wurde Westphal in die Hamburgische Bürgerschaft gewählt, der er bis zu seiner Wahl in den Senat am 16. Februar 1900 angehörte. Er wurde für den verstorbenen Carl Möring in den Senat gewählt. Er hatte unterschiedliche Ämter inne, er wirkte beispielsweise als Rathausherr, in der Deputation für Handel, Schifffahrt, Gewerbe und Zölle. Er war zudem Kirchspielherr der St.-Katharinenkirche. In der 1912 erschienenen Rangliste der Vermögenden Personen aus Hamburg belegt Westphal in etwa Rang 12 mit einem Vermögen von 25 Millionen Mark. Westphal war außerdem Aufsichtsratsmitglied der Deutschen Bank.
Otto Eduard Westphal wurde auf dem Hamburger Friedhof Ohlsdorf im Bereich der Familiengrabstätte Otto E. Westphal im Planquadrat Q 25 nördlich vom Wasserturm beigesetzt.